# Trausella
Trausella (Trausella in piemontese) è stato un comune italiano di 124 abitanti della città metropolitana di Torino, in Piemonte. Dal 1º gennaio 2019 si è fuso con i comuni di Meugliano e Vico Canavese per dare vita al nuovo comune di Valchiusa.

## Geografia fisica

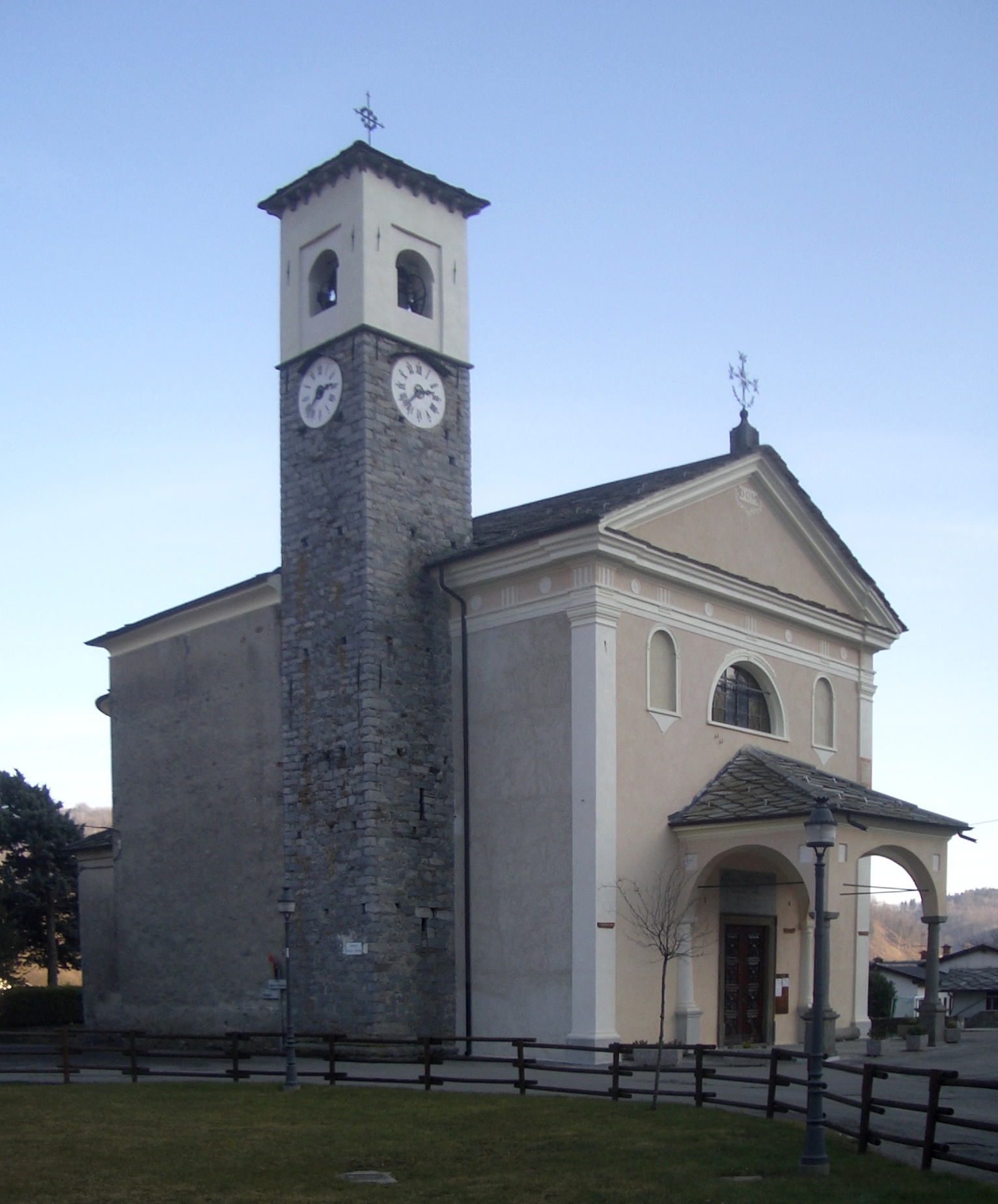
La parrocchiale

Si trova in Val Chiusella. Sorge in un vasto pianoro ai piedi del monte Bric di Trausella. Il territorio comunale si eleva a nord-ovest con la Punta Palit e a nord con il Monte Gregorio (1.955 m), che domina l'imbocco della Valle d'Aosta.

## Origini del nome
In origine, all'epoca dell'impero romano, il luogo fu chiamato Trans Ellam ("attraverso l'acqua"), data la presenza di diversi corsi che affluiscono nel territorio, il cui principale è il torrente Chiusella. Gli autoctoni lo chiamano Chiusella, senza l'articolo, quasi si tratti di una persona vivente, evidentemente, dovuto alla vitale importanza che in passato il corso d'acqua ha rappresentato per l'economia locale, fino almeno alla prima metà del XX secolo.

## Storia

### Simboli
Lo stemma e il gonfalone di Trausella erano stati concessi con decreto del presidente della Repubblica del 28 dicembre 2015.
Il gonfalone è un drappo partito di azzurro e di giallo.

## Monumenti e luoghi di interesse
- Parrocchiale di San Grato: costruita nel 1848, fu interamente ristrutturata nel 2009, mantenendo l'impostazione originale. Al suo interno si trova un pulpito in legno e un ricco baldacchino.[5]

## Società

### Evoluzione demografica
Abitanti censiti

## Amministrazione
Di seguito è presentata una tabella relativa alle amministrazioni che si sono succedute in questo comune.
| Periodo        | Periodo          | Primo cittadino      | Partito                | Carica  | Note  |
| -------------- | ---------------- | -------------------- | ---------------------- | ------- | ----- |
| 12 aprile 1986 | 9 giugno 1990    | Franco Francesio     | -                      | Sindaco | [ 7 ] |
| 9 giugno 1990  | 24 aprile 1995   | Franco Francesio     | Democrazia Cristiana   | Sindaco | [ 7 ] |
| 24 aprile 1995 | 14 giugno 1999   | Franco Francesio     | centro-sinistra        | Sindaco | [ 7 ] |
| 14 giugno 1999 | 14 giugno 2004   | Franco Francesio     | sinistra               | Sindaco | [ 7 ] |
| 14 giugno 2004 | 8 giugno 2009    | Michelangelo Boglino | lista civica           | Sindaco | [ 7 ] |
| 8 giugno 2009  | 26 maggio 2014   | Michelangelo Boglino | lista civica           | Sindaco | [ 7 ] |
| 26 maggio 2014 | 31 dicembre 2018 | Mario Marubini       | lista civica: il ponte | Sindaco | [ 7 ] |

### Altre informazioni amministrative
Il comune faceva parte della Comunità montana Val Chiusella, Valle Sacra e Dora Baltea Canavesana.